# П'ятничани (Стрийський район)
П'ятнича́ни — село в Україні, у Стрийському районі Львівської області. Населення становило 909 осіб у 2001 році. Орган місцевого самоврядування — Стрийська міська територіальна громада.

## Історія
У податковому реєстрі 1515 року в селі документується спустошення.
У 1986 році у селі було збудовано громадсько-торговельний центр.

## Транспорт
У селі П'ятничани розташований зупинний пункт. Платформа розміщується між станцією Більче (3 км) та зупинкою Угерсько (5 км). Лінія, на якій розміщена платформа, відкрита у 1873 році як складова залізниці Львів — Стрий. Перед зупинкою розташовується нерегульований залізничний переїзд, через який проходить дорога від шосе «Київ — Чоп» в село П'ятничани і далі до газокомпресорної станції «Більче-Волиця». Поблизу зупинного пункту знаходиться тягова електропідстанція. Залізниця і далі рухається на південь в бік Стрия, а на відстані 105 метрів паралельно їй прямує автотраса М 06.
У П'ятничанах зупиняються приміські електропоїзди.

## Політика

### Парламентські вибори, 2019
На позачергових парламентських виборах 2019 року у селі функціонувала окрема виборча дільниця № 461490, розташована у приміщенні будинку культури.
Результати
- зареєстровано 666 виборців, явка 72,37%, найбільше голосів віддано за «Слугу народу» — 22,20%, за партію «Голос» — 21,99%, за «Європейську Солідарність» — 19,92%.[4] В одномандатному окрузі найбільше голосів отримав Андрій Гергерт (Всеукраїнське об'єднання «Свобода») — 25,36%, за Олега Канівця (Громадянська позиція) — 19,13%, за Андрія Кота (самовисування) — 13,31%[5].

## Населення
1.1.1939 в селі мешкало 800 осіб. З них 740 українців, 20 поляків, 20 латинників, 15 юдеїв та 5 німців.

### Мова
Розподіл населення за рідною мовою за даними перепису 2001 року:
| Мова       | Кількість | Відсоток |
| ---------- | --------- | -------- |
| українська | 901       | 99.12%   |
| російська  | 8         | 0.88%    |
| Усього     | 909       | 100%     |

## Архітектура
За архітектуру громадських центрів сіл Довголука, Лисовичі, П'ятничани і Голобутів (Стрийського району) Ігор Довганюк, Іван Зелений, Олександр Матвіїв, Максим Трильовський, Микола Федорів, Михайло Шостак, Євген Лучків і Степан Павлів у 1989 році  отримали Державну премію України в галузі архітектури. Вніс значний особистий внесок у проектування і здійснення в натурі проекту у селі і Іван Оксентюк.
У селі розташований пам'ятник Тарасові Шевченку (1995, автори скульптори Микола Посікіра і Любомир Яремчук, архітектор Михайло Федик).

## Релігія
У селі розташована Церква Святої великомучениці Параскевії Добрянського деканату Стрийської єпархії УГКЦ, пам'ятка архітектури Стрийського району.

## Спорт
Команда «УГВ-Сервіс» у 2019 році стала переможцем «Кубку чемпіонів Львівської області - 2018/2019», здолавши у фіналі ФК «Карпати» з села Бишків.
У 2021 році ФК «П'ятничани» стали переможцями другої ліги Чемпіонату Львівської області з футболу 2021.

## Персоналії
- Миколай Грохольський (1781—1864) ― граф, статський радник, подільський губернатор (1823—1831), дійсний статський радник (з 1827), рязанський губернатор (1831).